# 比哈爾穆斯林
比哈爾穆斯林是比哈尔邦印度穆斯林，人口13,722,048，多数是逊尼派中的哈乃斐派但也有少数什叶派。

## 起源
比哈尔本来是佛教地区，但是在十至十五世纪中亚与伊朗苏菲派使一部分人成为穆斯林。

## 社会
比哈爾穆斯林说烏尔都语的比哈尔方言。

## 離散
在印度独立后三百万人到巴基斯坦与孟加拉，但在两国也是少数。去巴基斯坦的多数居住在信德省卡拉奇，去孟加拉的居住在达卡。

## 文化
他们文化上接近巴基斯坦，内部也有种姓。

## 名人
阿布巴卡·阿末哈林，巴基斯坦政治學家，卡拉奇大學第一位副校長。